# Neudorf-Bornstein
Neudorf-Bornstein é um município da Alemanha, localizado no distrito de Rendsburg-Eckernförde, estado de Schleswig-Holstein.